# 2MASS J13120707+3937445
2MASS J13120707+3937445 ist ein etwa 68,24 Lichtjahre von der Erde entfernter Brauner Zwerg im Sternbild Jagdhunde. Er wurde 2007 von Kelle L. Cruz et al. entdeckt.
Er gehört der Spektralklasse L0 an; seine Oberflächentemperatur beträgt 1300 bis 2000 Kelvin. Wie bei anderen Braunen Zwergen der Spektralklasse L dominieren auch in seinem Spektrum Metallhydride und Alkalimetalle. Seine Position verschiebt sich aufgrund seiner Eigenbewegung jährlich um 0,0975 Bogensekunden.